# 燕子河
燕子河，是中国长江流域的一条河流，汇入嘉陵江上游右岸，属于嘉陵江水系。河长107千米，流域面积1315平方千米，多年平均流量24立方米每秒。自然落差807米。水能理论蕴藏量4万千瓦。